# Nagato (Yamaguchi)
Nagato (長門市 Nagato-shi?) es una ciudad japonesa ubicada en la prefectura de Yamaguchi en Japón, fundada el 31 de marzo de 1954.

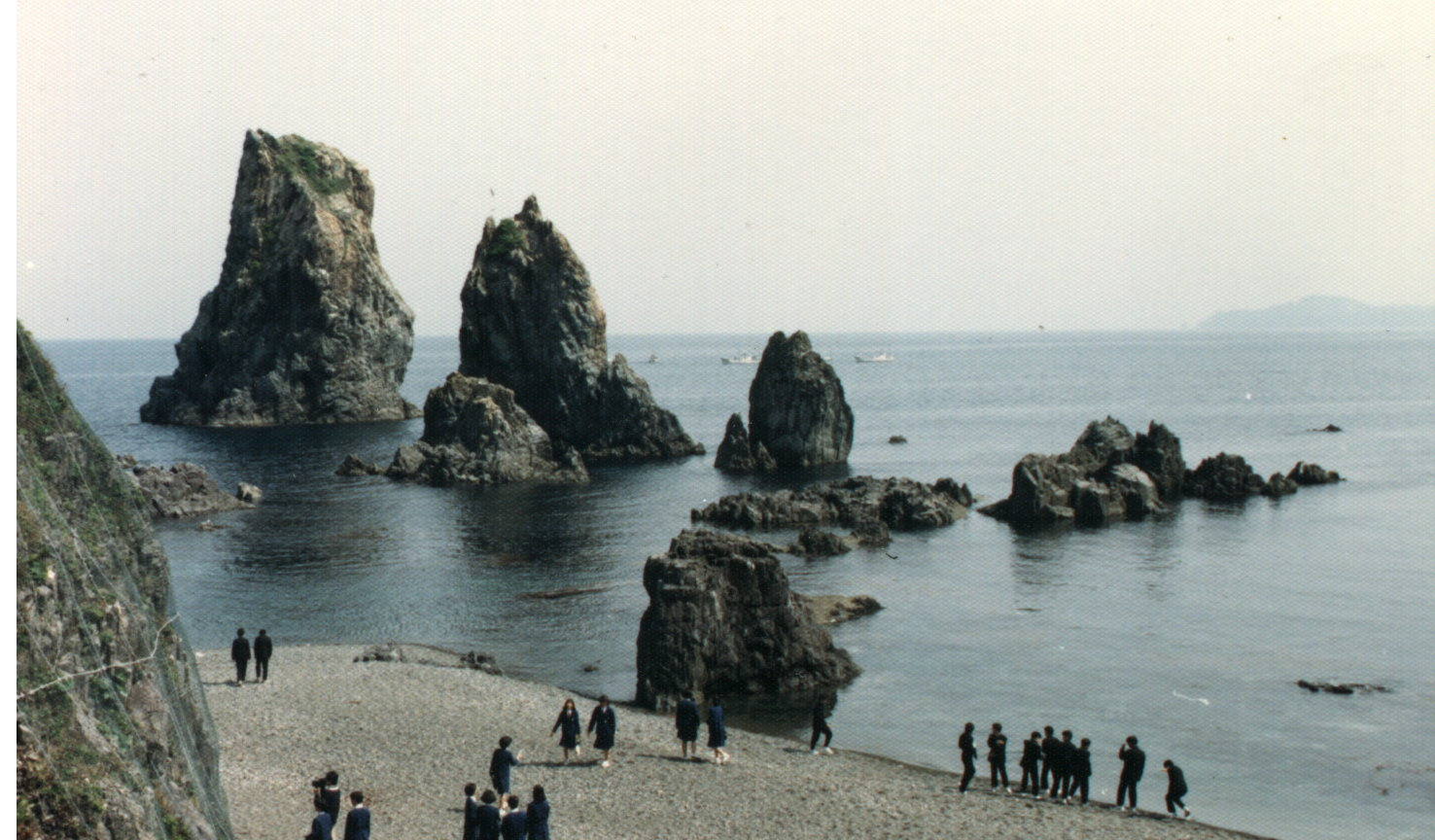
Omijima (青海島).

Con datos del 1 de diciembre de 2008, la ciudad tenía una población estimada en 39,189 habitantes. Un área total de 357.92 km² y una densidad de población de 109 personas por km².
Nagato está compuesta por cinco pueblos pequeños que fueron absorbidos  hace varios años. Los pueblos son: Fukawa, Senzaki (仙崎), Yuya, Heki and Misumi. Nagato también comprende la isla Omijima y el pueblo de Kayoi.